# Démographie des Maldives
Cet article traite de divers sujets reliés à la démographie des Maldives, un pays d'Asie du Sud-Ouest constitué de 1 199 îles, dont 202 habitées, situées à environ 451 kilomètres au sud de l'Inde. 
Population des Maldives :
| Nationalité                    | 2014    |
| Population totale des Maldives | 402 071 |
| Maldives                       | 338 434 |
| Population étrangère totale    | 63 637  |
| Bangladesh                     | 37 034  |
| Inde                           | 13 364  |
| Sri Lanka                      | 6 772   |
| Népal                          | 1 499   |
| Philippines                    | 910     |
| Indonésie                      | 746     |
| Inconnus                       | 628     |

Les ressortissants de pays de moins de cinq cents membres vivants aux Maldives ne sont pas inclus dans ce tableau.
Source : Recensement de 2014 effectué par le bureau national des statistiques des Maldives et le site Undata.